# Lina Salten
Lina Salten (* 1. Februar 1890 in Köln; † Januar 1943 im KZ Auschwitz; gebürtig Lina Salomon) war eine deutsche Schauspielerin.

## Leben
Sie erhielt ihre schauspielerische Ausbildung bei Max Martersteig in Köln und trat ihr erstes Engagement 1910 am gerade errichteten Städtischen Schauspielhaus in Hagen an. Ab 1912 spielte sie besonders in Berlin, wo sie am Rose-Theater, beim Thalia-Ensemble, am Berliner Theater und an den Meinhard-Bernauer-Bühnen zu sehen war. Von Ende September 1913 bis Anfang November 1914 unternahm sie eine Tournee, die sie unter anderem nach Saarbrücken und Köln führte.
In Franz Portens Filmbiografie Der Film von der Königin Luise gab sie ihr Leinwanddebüt als Kronprinzessin Friederike. Ein Jahrzehnt lang übernahm sie größere und kleinere Rollen in deutschen Stummfilmen. Bereits vor der Machtergreifung der Nationalsozialisten 1933 war die jüdische Künstlerin nahezu in Vergessenheit geraten. Am 12. Januar 1943 wurde sie mit dem 26. Osttransport nach Auschwitz deportiert und dort aller Wahrscheinlichkeit nach vergast.

## Filmografie
- 1913: Der Film von der Königin Luise (3 Teile)
- 1915: Freundinnen
- 1916: Die Stricknadeln
- 1917: Zimmer Nummer sieben
- 1917: Der Richter
- 1917: Fräulein Pfiffikus
- 1917: Die zweite Frau (Co-Drehbuch)
- 1918: Die schleichende Gefahr
- 1918: Edelwild
- 1918: ...um eine Stunde Glück
- 1918: Die Geisterjagd
- 1919: Tscherkessenblut
- 1919: Der Terministenklub
- 1919: Eine unbedeutende Frau
- 1919: Angelo. Das Mysterium des Schlosses
- 1920: Das Drama von Glossow
- 1920: Dein ist mein Herz
- 1921: Die Schreckensnacht auf Schloß Drachenegg
- 1921: Durch Liebe erlöst
- 1921: Opfer der Liebe
- 1921: Die kleine Midinette
- 1921: Das gestohlene Millionenrezept
- 1922: Bummellotte
- 1923: Lachendes Weinen